# Молитор, Мелани
Мелани Молитор (чеш. Melánie Molitorová; род. 23 февраля 1957, Рожнов-под-Радгоштем) — чехословацкая теннисистка и швейцарский теннисный тренер, мать Мартины Хингис.

## Биография
Став 22-й в Чехословакии, Мелани задумала воплотить свою мечту стать первой ракеткой мира в будущей дочери. В конце 70-х годов XX века она вышла замуж за Кароя Хингиса (венг. Károly Hingisz, словац. Karol Hingis), преподавателя тенниса из города Кошице, и 30 сентября 1980 года у них родилась Мартина.
Мелани принимала активное участие в становлении Мартины Хингис как игрока: она дала ракетку Мартине в руки, когда та была совсем маленькой, и тренировала свою дочь много лет сначала для детских, а впоследствии и для взрослых турниров, ездя с ней почти на все соревнования. Когда Мартине было семь лет, Мелани вышла замуж вторично за швейцарского программиста, разведясь с Кароем и переехав в Швейцарию, а в 1996 году получила развод вновь и спустя некоторое время опять вышла замуж, вернув себе свою девичью фамилию Молитор. Мелани известна как «женщина с железной хваткой».
В 2001 году Мелани перестала быть тренером Мартины из-за размолвки, но потом она помирилась с дочерью и продолжила её тренировать вплоть до конца 2006 года, когда они, как утверждают СМИ, вновь расстались. Тем не менее Мелани продолжает общаться с Мартиной, как это и было в 2001 году после их расставания.
Мелани также тренировала Мириам Казанову, другую швейцарскую теннисистку, в течение некоторого времени. Она была главным тренером (капитаном) сборной команды Швейцарии на Кубке Федерации с 1995 по 1998 год и вывела швейцарок в финал, где те уступили команде Испании (2:3). Четырёхлетняя Белинда Бенчич начала заниматься теннисом в теннисной школе Молитор и оставалась там до 15 лет.
Мелани Молитор является, как и её супруг Марио Видмер, менеджером Мартины.

### Достижения
- Мартина Хингис: № 1 в рейтинге WTA и в общей сложности пять побед на турнирах Большого шлема
- Тренер года в Швейцарии (1997)[7] (первый теннисный тренер, удостоенный этого титула)[8]
- Сборная Швейцарии: финал Кубка Федерации (1998)